# Classe Aoba
A Classe Aoba (青葉型巡) foi uma classe de cruzadores pesados operada pela Marinha Imperial Japonesa, composta pelo Aoba e Kinugasa. Suas construções começaram no início da década de 1920 nos estaleiros da Mitsubishi e Kawasaki; o batimento de quilha dos dois navios ocorreu em 1924 e ambos foram lançados ao mar em 1926, sendo comissionados na frota japonesa no ano seguinte. As embarcações foram originalmente concebidas como membros da Classe Furutaka, porém tiveram seu projeto modificado na construção para receberam as novas torres de artilharia duplas recém projetadas como sua bateria principal, assim foram considerados uma classe separada.
Os cruzadores da Classe Aoba eram armados com uma bateria principal composta por seis canhões de 203 milímetros montados em três torres de artilharia duplas. Tinham um comprimento de fora a fora de 185 metros, boca de dezesseis metros, calado de quase seis metros e um deslocamento carregado de mais de dez mil toneladas. Seus sistemas de propulsão eram compostos por doze caldeiras a óleo combustível que alimentavam quatro conjuntos de turbinas a vapor, que por sua vez giravam quatro hélices até uma velocidade máxima de 34 nós (63 quilômetros por hora). Os navios também tinham um pequeno cinturão de blindagem de apenas 76 milímetros de espessura.
Os navios tiveram inícios de carreira tranquilos. Na Segunda Guerra Mundial, deram apoio para as invasões da Ilha Wake e Guam, dos estágios iniciais da Campanha da Nova Guiné e da Batalha do Mar de Coral. Em seguida atuaram na Campanha de Guadalcanal, lutando nas batalhas da Ilha Savo, Cabo Esperança e Naval de Guadalcanal, com o Kinugasa sendo afundado nesta última. O Aoba passou 1943 e 1944 navegando entre bases até outubro de 1944, quando foi seriamente danificado por torpedos e bombas. Seus danos foram considerados irreparáveis e ele permaneceu em Kure até ser afundado por ataques aéreos em 1945, sendo desmontado depois do fim da guerra.